# Кривохатский, Виктор Анатольевич
Виктор Анатольевич Кривохатский (20 января 1954, Петрозаводск — 18 августа 2021) — советский и российский энтомолог, один из ведущих специалистов по сетчатокрылым насекомым и в области энтомологии, доктор биологических наук (1999), ведущий научный сотрудник Лаборатории систематики насекомых Зоологического института РАН, открывший несколько новых для науки видов сетчатокрылых насекомых.

## Биография
Родился 20 января 1954 в г. Петрозаводск (Россия).
- 1971—1976 — учёба на кафедре энтомологии Биолого-почвенного факультета Ленинградского государственного университета
- 1976 — руководитель кружка Ленинградского Дворца пионеров[2].
- 1977 — лесник Бадхызского государственного заповедника[2].
- 1978—1983 — лаборант Репетекского биосферного заповедника[2].
- 1983 — младший научный сотрудник заповедника «Лес на Ворскле»
- 1985 — защита кандидатской диссертации («Насекомые норовых консорций песчаных пустынь Средней Азии»)
- 1985—1991 — директор государственного заповедника «Лес на Ворскле»
- 1991—2001 — работа в Лаборатории биологических основ интродукции полезных организмов ЗИН РАН: старший лаборант (1960—1962), младший научный сотрудник (1962—1967), старший научный сотрудник (1970—1989), ведущий научный сотрудник (1989—1995)
- 1999 — защита докторской диссертации («Муравьиные львы (Neuroptera, Myrmeleontidae) Палеарктики (морфология, классификация, зоогеография)»)
- 2002 — ведущий научный сотрудник Лаборатории систематики насекомых ЗИН РАН

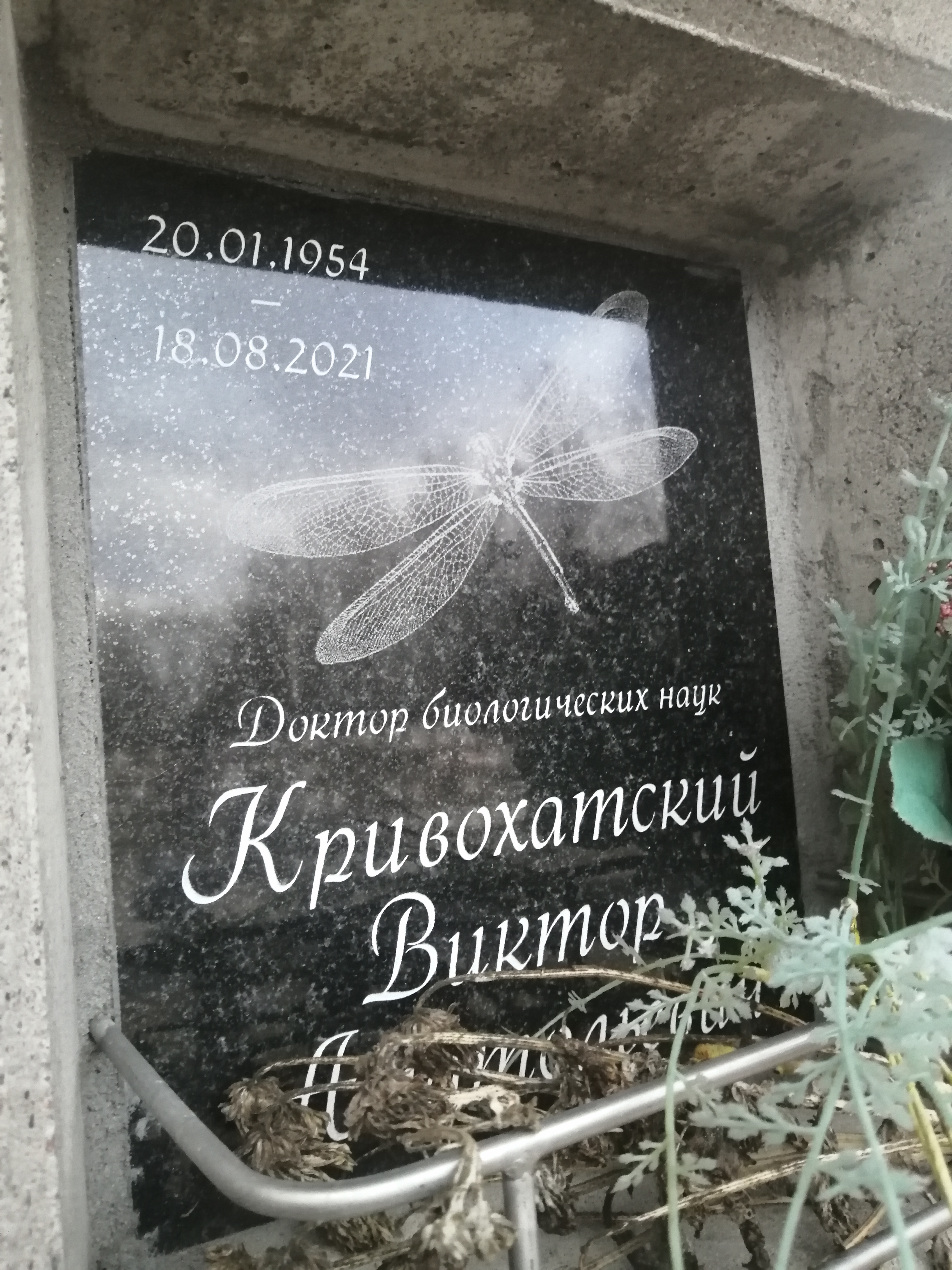
Могила Кривохатского В. А. Крематорий, Санкт-Петербург

Скончался 18 августа 2021 года.

## Основные труды
Одним из крупных специалистов по систематике и фауне сетчатокрылых насекомых, и по проблема охраны редких животных и составления Красных книг. Открыл и впервые описал несколько новых для науки видов насекомых, в том числе: Myrmeleon semigriseus Krivokhatsky, 1991, Mongoleon pilosus Krivokhatsky, 1992, Myrmecaelurus simplicis Krivokhatsky, 1992, Distonemurus desertus Krivokhatsky, 1992, Myrmecaelurus badkhysi Krivokhatsky, 1992, Quinemurus metamerus Krivokhatsky, 1992, Holzezus compactus Krivokhatsky, 1992, Myrmecaelurus armenicus Krivokhatsky, 1993, Kirghizoleon cubitalis Krivokhatsky & Zakharenko, 1994, Cueta plexiformia Krivokhatsky, 1996, Holzezus pamiricus Krivokhatsky, 1996, Gatzara caelestis (Krivokhatsky, 1997), Epacanthaclisis alaica Krivokhatsky, 1998, E. banksi Krivokhatsky, 1998, E. hamata Krivokhatsky, 1998, Neuroleon zakharenkoi Krivokhatsky, [1996], Myrmecaelurus solaris Krivokhatsky, 2002, Myrmeleon valentini Krivokhatsky, 2002.
Опубликовал около 115 научных статей и книг. Соавтор нескольких Красных книг (Красная книга Московской области, 1998 и 2018; Красная книга природы Ленинградской области, 2002; Красная книга Краснодарского края, 2007; Красная книга Республики Крым, 2015; Красная книга города Севастополя, 2018).
- Кривохатский В. А., 1982. Блохи из нор грызунов Репетекского заповедника // Известия АН ТССР, сер. биол. наук, 4: 74-76.
- Кривохатский В. А., 1982. Связи членистоногих норовых экосистем большой песчанки с окружающими экосистемами // Энтомологическое обозрение, 61, 4: 779—785.
- Кривохатский В. А., 1982. Членистоногие животные из ходов нор песчанок в Восточных Каракумах // Экология, 2: 60-64.
- Кривохатский В. А., 1985. К истории формирования норовой энтомофауны песчаных пустынь // Энтомологическое обозрение, 64, 4: 696—704.
- Кривохатский В. А., 1990. Новый вид муравьиного льва (Neuroptera, Myrmeleonidae) из Средней Азии // Новости фаунистики и систематики. Киев, «Наукова Думка», 1990: 61-63.
- Кривохатский В. А., 1990. Ревизия муравьиных львов рода Lopezus Navas, 1913 (Neuroptera, Myrmeleonidae) // Энтомологическое обозрение, 1990, 69, 4: 893—904. [Translated into English: Krivokhatsky V.A. Revision of the genus Lopezus Navas, 1913 (Neuroptera, Myrmeleonidae) // Entomological Review, 1990 [1992], 70, 5: 90-102.]
- Кривохатский В. А., 1991. Новый вид муравьиного льва рода Myrmeleon (Neuroptera, Myrmeleonidae) из Туркмении // Зоологический журнал, 1991, 70, 2: 147—149.
- Кривохатский В. А., 1992. Новые таксоны азиатских муравьиных львов (Neuroptera, Myrmeleontidae) // Энтомологическое обозрение, 1992, 71, 2: 405—413. [Translated into English: Krivokhatsky V.A. New taxa of Asiatic ant lions (Neuroptera, Myrmeleontidae) // Entomological Review, 1995, 74, 5: 33-42.]
- Krivokhatsky V.A., 1992. A new ant-lion from Turkmenia, Middle Asia (Insecta, Neuroptera, Myrmeleonidae) // Reichenbachia, 1992, 29, 14: 77-80.
- Захаренко А. В., Кривохатский В. А. 1993. Сетчатокрылые (Neuroptera) европейской части бывшего СССР // Известия Харьковского энтомологического общества, 1993, том 1, вып.2: 34-83. [Параллельно на русском и английском: Zakharenko A.V., Krivokhatsky V.A. Neuroptera from the European part of the former USSR // Izvestyia of the Kharkov Entomological Society, Vol.1, Iss. 2, p. 34-83].
- Кривохатский В. А. 1997. Новый и малоизвестные виды муравьиных львов (Neuroptera, Myrmeleontidae) из Индокитая // Энтомологическое обозрение, 76, 3 : 661—670. [Translated into English: Krivokhatsky V.A. Some little known and a new species of ant-lions (Neuroptera, Myrmeleontidae) from Indo-China // Entomological Review, 1997, 77, 7: 807—814.]
- Кривохатский В. А., 1998. [Отряд Сетчатокрылые — Neuroptera] // в: Красная книга Московской области. М., Аргус: Рус. ун-т, 151—154.
- Krivokhatsky V.A., 1998. Addition to the knowledge of the genus Epacanthaclisis Okamoto, 1910 (Neuroptera: Myrmeleontidae) // Journal of Neuropterology, 1 : 37-54.
- Krivokhatsky V.A. 2000. Myrmecaelurus fedtschenkoi McLachlan, 1875 (curently Lopezus fedtschenkoi) to have precedence over Myrmeleon conspurcatum Kolenati, 1857 (Case 2985) // Bulletin of Zoological Nomenclature, 57(1): 7.
- Krivokhatsky V.A. 2000. Musculature of male genitalia of antlions (Neuroptera, Myrmeleontidae) // VII International Symposium on Neuropterology, Budapest, Hungary, 06-09 August 2000. Abstracts. Budapest: 24.
- Кривохатский В. А. 2001. Сетчатокрылые // Определитель пресноводных беспозвоночных России и сопредельных территорий. т. 5. СПб: Наука, с. 369—371, 764—767.
- Krivokhatsky V.A. 2002. Musculature of male genitalia of antlions (Neuroptera, Myrmeleontidae): first results of study // Acta zoologica Academiae Scientiarum Hungaricae, 48 (Suppl. 2): 141—147.
- Кривохатский В. А. 2002. Новые виды азиатских муравьиных львов (Neuroptera, Myrmeleontidae) // Энтомологическое обозрение, 2002, 81, 4: 899—905.
- Ильинский И. В., Кривохатский В. А., Кудерский Л. А., Носков Г. А. 2002. Введение // Красная книга природы Ленинградской области. СПб: Мир и Семья. Т. 3. Животные: 9-16. [Параллельно на русском и английском: Iljinsky I.V., Krivokhatsky V.A., Kudersky L.A., Noskov G.A. Inroduction // In: Noskov G.A. (Ed.). Red Data Book of nature of the Leningrad region. SPb. Vol. 3 — Animals: 9-16.]

- Кривохатский В. А., Громов А. В. 2002. Глава 4. Паукообразные // Красная книга природы Ленинградской области. СПб: Мир и Семья. Т. 3. Животные: 71-82. [Параллельно на русском и английском: IKrivokhatsky V.A., Gromov A.V. Chapter 4. Arachnida // In: Noskov G.A. (Ed.). Red Data Book of nature of the Leningrad region. SPb. Vol — 3. Animals: 71-82.]

- Кривохатский В. А. 2002. Глава 6. Насекомые: 77 очерков, из них 18 в соавторстве (В. Д. Иванов, Б. М. Катаев, С. Ю. Кузнецов, Г. С. Медведев, Э. П. Нарчук, В. А. Рихтер) // Красная книга природы Ленинградской области. СПб: Мир и Семья. Т. 3. Животные: 95-300. [Параллельно на русском и английском: Krivokhatsky V.A. Chapter 6. Insects: 77 Red pages, 18 of them conjoint with Ivanov V.D., Kataev B.M., Kuznetzov S.Yu., Medvedev G.S., Nartshuk E.P., Richter V.A. // In: Noskov G.A. (Ed.). Red Data Book of nature of the Leningrad region. SPb. Vol. 3 — Animals: 95-300.]
- Кривохатский В. А. 2005. Памяти Александра Всеволодовича Захаренко (15.05.1948 Ц 23.09.2004) // Кавказский энтомологический бюллетень, 2005, 1, 1: 95.
- Медведев Г. С., Кирейчук А. Г., Кривохатский В. А. 2005. Памяти А. В. Захаренко (1948 Ц2004) // Энтомологическое обозрение, 2005, 84, 2: 465—470.[Translated into English: Medvedev G.S., Kirejtshuk A.G., Krivokhatsky V.A. In memory of A.V. Zakharenko (1948—2004) // Entomological Review, 2005, 85, 8: 1013—1017.]
- Кривохатский В. А. Муравьиные львы (Neuroptera: Myrmeleontidae) России / ред. Г. С. Медведев. — СПб.-М.: Товарищество научных изданий КМК, 2011. — 334 с. — (Определители по фауне России, издаваемые Зоологическим институтом РАН. Вып. 174.). — 500 экз. — ISBN 978-5-87317-747-9.
- Кривохатский В. А., Багатуров М. Ф., Прокопов Г. А. 2018 Аскалафы (Neuroptera: Ascalaphidae) Крыма и близкие им таксоны из Западной Палеарктики. Кавказский энтомологический бюллетень, том 14, № Suppl., с. 41-72 DOI

## Признание
Почётный член и член Президиума и Совета Всероссийского Энтомологического общества (ВЭО, затем РЭО). С 1998 года Казначей Русского энтомологического общества (РЭО), дважды избирался учёным секретарём на Всероссийских съездах РЭО (в августе 2002 года на XII съезде РЭО и в сентябре 1997 года на XI съезде РЭО).
В честь Кривохатского В. А. названы несколько новых для науки видов. Был избран членом нескольких академических научных обществ, состоит членом редколлегии журналов РАН.
- 2005 — главный редактор «Трудов Русского энтомологического общества».
- 2005 — член редколлегии «Северо-Кавказского энтомологического бюллетеня».
- 2001 — член диссертационного совета по защите диссертаций на соискание ученой степени доктора биологических наук при Санкт-Петербургском государственном университете (Д 212.232.08).
- 2001 — член диссертационного совета по защите диссертаций на соискание ученой степени доктора наук при Зоологическом институте РАН (Д 002.223.01).
- 2000 — член научно-технического совета Департамента природных ресурсов по СЗ региону РФ, секции НТС по особо-охраняемым природным объектам и сохранению биоразнообразия.
- 2000 — член редколлегии «Трудов Русского энтомологического общества».
- 1998 — член редколлегии «Чтений памяти Н. А. Холодковского».
- 1998 — председатель экспертной комиссии Зоологического института РАН по зоологическим коллекциям.
- 1996 — член центральной экспертной группы по зоологическим коллекциям Госкомэкологии РФ.